# Farbstärke
Die Farbstärke ist eine farbmetrische Größe, die das Färbevermögen eines Farbmittels beschreibt. Dabei wird zwischen absoluter und relativer Farbstärke unterschieden. Die Farbstärke ist die wichtigste Eigenschaft von Pigmenten.

## Absolute Farbstärke
Die absolute Farbstärke gibt die Menge an Buntpigment an, die notwendig ist, eine definierte Menge an Weißpigment in einem bestimmten Anwendungsmedium auf eine Standardfarbtiefe einzustellen. Die Farbstärke ist also keine feste Größe, sondern hängt wesentlich davon ab, in welchem Anwendungsmedium (wie Lack, Kunststoff, Druckfarbe) das Buntpigment geprüft und unter welchen Bedingungen dispergiert wird. Herstellerangaben in Musterkarten sind daher nicht vergleichbar, da unterschiedliche Prüfsysteme verwendet werden.
Die Angabe der absoluten Farbstärke wird üblicherweise für Musterkarten und technische Datenblätter verwendet, wo für alle Produkte einer Produktgruppe dasselbe Anwendungsmedium bei definierten Dispergierbedingungen gilt.

## Relative Farbstärke
Bei der Produktion von Pigmenten ist es üblich, nicht die absolute, sondern die relative Farbstärke, gemessen gegen einen Standard, zu verwenden. Hierzu wird jede zu prüfende Charge unter denselben Bedingungen wie der Standard dispergiert und ausgefärbt. Der Quotient (Probe/Standard) der K/S-Werte (nach Kubelka-Munk), die ein Maß für die Lichtabsorption des Gesamtsystems darstellen, wird als relative Farbstärke bezeichnet und in Prozent ausgedrückt:
{\displaystyle FS_{\text{rel}}={\frac {(K/S)_{\text{Probe}}}{(K/S)_{\text{Standard}}}}\cdot 100\%}
Ein Wert von 100 % bedeutet, dass die Probe die identische Farbstärke wie der Standard besitzt; größere Werte bedeuten eine höhere Farbstärke, d. h. zur Ausfärbung eines bestimmten Farbtons wird weniger Pigment benötigt.
Die Angabe der relativen Farbstärke wird für alle Arten von direkten Vergleichen zweier Produkte verwendet, z. B. bei der Prüfung von Alternativprodukten oder der Qualitätskontrolle.

## Abgrenzung zu verwandten Begriffen

### Farbtiefe
Die Begriffe Farbstärke und Farbtiefe werden häufig miteinander verwechselt. Die Farbtiefe bezeichnet den visuellen Eindruck gleicher Konzentrationen beim Vergleich zweier Pigmente. In Wirklichkeit können sich die Pigmentkonzentrationen jedoch aufgrund unterschiedlicher Farbstärken voneinander unterscheiden. Für vergleichende Darstellungen (z. B. in Musterkarten) werden daher in der Regel alle Pigmente auf eine genormte Farbtiefe eingestellt, eine Standardfarbtiefe.

### Aufhellvermögen
Das Aufhellvermögen wird zur Berechnung der „Farbstärke“ von Weißpigmenten verwendet. Dazu wird die Farbstärke gemessen, die durch eine definierte Menge Schwarzpigment erzielt wird. Der Kehrwert dieser Farbstärke ist demnach das Aufhellvermögen des Weißpigmentes.

## Farbstärkeangleich
Bei der Durchführung eines Farbstärkeangleichs wird die Konzentration der Probe angepasst, bis beide Ausfärbungen in der gleichen Farbtiefe (meist der des Standards) vorliegen. Koloristische Unterschiede können nur bei gleicher Farbtiefe korrekt bewertet werden; bei nicht gleicher Farbtiefe werden sie durch die Farbstärke beeinflusst.
Den Farbabstand ∆E nach Farbstärkeangleich bezeichnet man als Restfarbabstand.

## Besonderheiten bei Abtönsystemen
Für Abtönsysteme werden Pigmentpräparationen („Pasten“) verwendet, also vordispergierte Mischungen aus Pigment, Wasser bzw. Lösemittel(n), Netz- und Dispergiermittel(n), Retentionsmittel(n) und für bestimmte Anwendungen Bindemittel(n). Die Dichte der Flüssigkeit kann je nach Art und Zusatzmenge der Rohstoffe insbesondere für anorganische Pigmente stark schwanken.
Am Markt haben sich zwei Mechanismen für die Dosierung von Pigmentpräparation auf Grundfarbe etabliert: die gravimetrische Dosierung (nach Masse) und die volumetrische (nach Volumen). Dies erfordert wiederum eine genauere Spezifikation der Farbstärke, da zu einer korrekten Dosierung bei abweichender Dichte nur Volumen oder Masse identisch sein kann, aber nicht beides gleichzeitig.
Produzenten von Pigmentpräparationen spezifizieren daher in der Regel sowohl gravimetrische als auch volumetrische Farbstärke und somit indirekt auch die Dichte.

### Gravimetrische Farbstärke
Die gravimetrische Farbstärke ist in der Regel der Wert, der im Labor auf einfache Weise bestimmt wird, da es bei den relativ hochviskosen Pigmentpräparationen einfacher ist, nach Masse einzuwiegen. Bei gleicher gravimetrischer Farbstärke ist zum Erreichen der gleichen Farbstärke die gleiche Einwaage (d. h. Masse) notwendig.

### Volumetrische Farbstärke
In Dosieranlagen hat neben der gravimetrischen auch die volumetrische Farbstärke Bedeutung, da es anlagentechnisch leicht möglich ist, konstante Volumina zu dosieren. Im Labor dagegen wird die volumetrische Farbstärke ermittelt aus der gravimetrischen Farbstärke sowie dem Quotienten der Dichten {\displaystyle \rho } von Probe und Standard:
{\displaystyle FS_{\text{Vol}}=FS_{\text{Grav}}\cdot {\frac {\rho _{\text{Probe}}}{\rho _{\text{Standard}}}}}